# Maria Trias Joan
Maria Trias Joan (Palamós, 29 de juliol de 1892 - 24 agost de 1960) fou una empresària catalana. Única filla de Francisco Trias i Matilde Joan, als 14 anys queda òrfena de pare i mare i als setze ella sola agafà les regnes del negoci familiar: la fonda.
Es casà amb el veterinari Lluís Colomer Moret, però quedà viuda embarassada de la segona criatura. Transformà la fonda en un hotel, i ja el 1924 la professió la distingia amb la medalla de la Societat d'Atraccions de Forasters de Barcelona. L'actriu Madeleine Carroll i el pintor Josep Maria Sert ja n'havien estat clients abans d'instal·lar-se a la costa. Arribà la Guerra Civil i una bomba destruí l'hotel. Ella s'instal·là al Pertús i ajudà a travessar la frontera a les persones que ho necessiten. Després del 39, quan tornà, un Tribunal de Girona la portà a judici i sort en tingué del testimoni del rector de Palamós.
Comprà dues torres davant del mar amb l'ajuda d'antiga clientela i amistats i al començament dels anys quaranta hi construí un magnífic hotel, on feren estada personatges com Truman Capote, Robert Ruark, Ava Gardner i David Niven. L'hotel Trias fou també lloc de trobada per a la intel·lectualitat: del grup Destino, Josep Pla, Josep Vergés, Alvaro Cunqueiro, Carmen Laforet, Néstor Luján i Manuel Brunet. S'hi recuperà qui seria president de la Generalitat, Jordi Pujol, en sortir de la presó de Saragossa. Posteriorment, el conseller de la Generalitat republicana, Ventura Gassol, hi sojornà tornant de l'exili, de la mà de l'historiador Josep Maria Ainaud de Lasarte. El president Josep Tarradellas també s'hi va estar. I també Victòria dels Àngels, Montserrat Caballé, Frederic Monpou...
Dona forta, sempre a punt per emprendre i ajudar, amb el seu fill Josep, a partir dels anys 50, aconseguí que la qualitat de les habitacions i la cuina ben cuidada fessin de l'hotel un lloc únic. La seva llagosta amb pollastre i la bullabessa feien viatjar a Palamós. Maria Trias va morir el 1960. Després que el seu fill es jubilés el 2004, l'Hotel Trias passà a ser regentat per Lluís Camós.